# أويتا (مدينة)
مدينة أويتا (بالإنجليزية: Ōita) هي أحد المدن التابعة لمحافظة أويتا. تأسست رسميًا في 01/04/1911. ويقدر عدد سكانها بـ 467267 نسمة حسب تقدير مكتب الإحصاء الياباني لعام 2012. تبلغ مساحة أويتا 501.25 كم2. بكثافة سكانية تبلغ 932 نسمة/كم2.

## المناخ
يظهر الجدول التالي التغييرات المناخية على مدار السنة لأويتا:
| البيانات المناخية لـأويتا         | البيانات المناخية لـأويتا | البيانات المناخية لـأويتا | البيانات المناخية لـأويتا | البيانات المناخية لـأويتا | البيانات المناخية لـأويتا | البيانات المناخية لـأويتا | البيانات المناخية لـأويتا | البيانات المناخية لـأويتا | البيانات المناخية لـأويتا | البيانات المناخية لـأويتا | البيانات المناخية لـأويتا | البيانات المناخية لـأويتا | البيانات المناخية لـأويتا |
| الشهر                             | يناير                     | فبراير                    | مارس                      | أبريل                     | مايو                      | يونيو                     | يوليو                     | أغسطس                     | سبتمبر                    | أكتوبر                    | نوفمبر                    | ديسمبر                    | المعدل السنوي             |
| --------------------------------- | ------------------------- | ------------------------- | ------------------------- | ------------------------- | ------------------------- | ------------------------- | ------------------------- | ------------------------- | ------------------------- | ------------------------- | ------------------------- | ------------------------- | ------------------------- |
| الدرجة القصوى °م (°ف)             | 21.5 (70.7)               | 25.5 (77.9)               | 29.3 (84.7)               | 31.2 (88.2)               | 32.1 (89.8)               | 35.7 (96.3)               | 37.3 (99.1)               | 37.6 (99.7)               | 36.5 (97.7)               | 32.8 (91.0)               | 27.2 (81.0)               | 25.0 (77.0)               | 37.6 (99.7)               |
| الحد الأقصى المتوسط °م (°ف)       | 16.7 (62.1)               | 18.0 (64.4)               | 21.4 (70.5)               | 26.0 (78.8)               | 28.5 (83.3)               | 31.9 (89.4)               | 34.9 (94.8)               | 34.6 (94.3)               | 32.8 (91.0)               | 27.4 (81.3)               | 23.5 (74.3)               | 18.8 (65.8)               | 35.3 (95.5)               |
| متوسط درجة الحرارة الكبرى °م (°ف) | 10.0 (50.0)               | 10.3 (50.5)               | 13.5 (56.3)               | 18.8 (65.8)               | 22.9 (73.2)               | 25.8 (78.4)               | 30.2 (86.4)               | 31.3 (88.3)               | 27.4 (81.3)               | 22.4 (72.3)               | 17.5 (63.5)               | 12.6 (54.7)               | 20.2 (68.4)               |
| المتوسط اليومي °م (°ف)            | 5.5 (41.9)                | 5.9 (42.6)                | 8.8 (47.8)                | 14.0 (57.2)               | 18.2 (64.8)               | 21.8 (71.2)               | 26.1 (79.0)               | 26.8 (80.2)               | 23.2 (73.8)               | 17.8 (64.0)               | 12.7 (54.9)               | 7.7 (45.9)                | 15.7 (60.3)               |
| متوسط درجة الحرارة الصغرى °م (°ف) | 1.2 (34.2)                | 1.7 (35.1)                | 4.1 (39.4)                | 9.3 (48.7)                | 13.6 (56.5)               | 18.1 (64.6)               | 22.6 (72.7)               | 23.0 (73.4)               | 19.5 (67.1)               | 13.4 (56.1)               | 8.1 (46.6)                | 3.1 (37.6)                | 11.5 (52.7)               |
| الحد الأدنى المتوسط °م (°ف)       | −2.8 (27.0)               | −2.8 (27.0)               | −1.1 (30.0)               | 2.4 (36.3)                | 8.0 (46.4)                | 13.6 (56.5)               | 19.4 (66.9)               | 20.2 (68.4)               | 14.2 (57.6)               | 7.7 (45.9)                | 2.2 (36.0)                | −1.3 (29.7)               | −3.6 (25.5)               |
| أدنى درجة حرارة °م (°ف)           | −6.9 (19.6)               | −7.1 (19.2)               | −4.8 (23.4)               | −1.5 (29.3)               | 1.7 (35.1)                | 9.0 (48.2)                | 14.3 (57.7)               | 15.5 (59.9)               | 8.8 (47.8)                | 2.0 (35.6)                | −1.5 (29.3)               | −5.1 (22.8)               | −7.1 (19.2)               |
| الهطول مم (إنش)                   | 44.9 (1.77)               | 66.9 (2.63)               | 98.0 (3.86)               | 132.3 (5.21)              | 157.8 (6.21)              | 266.6 (10.50)             | 240.3 (9.46)              | 174.8 (6.88)              | 227.1 (8.94)              | 135.2 (5.32)              | 61.4 (2.42)               | 32.3 (1.27)               | 1٬637٫6 (64.47)           |
| متوسط تساقط الثلوج سم (إنش)       | 1 (0.4)                   | 1 (0.4)                   | 0 (0)                     | 0 (0)                     | 0 (0)                     | 0 (0)                     | 0 (0)                     | 0 (0)                     | 0 (0)                     | 0 (0)                     | 0 (0)                     | 0 (0)                     | 2 (0.8)                   |
| متوسط الرطوبة النسبية (%)         | 65                        | 66                        | 68                        | 71                        | 74                        | 79                        | 80                        | 78                        | 78                        | 74                        | 71                        | 67                        | 73                        |
| ساعات سطوع الشمس الشهرية          | 144.8                     | 137.2                     | 169.3                     | 169.2                     | 179.7                     | 138.3                     | 181.4                     | 199.9                     | 147.5                     | 159.3                     | 142.0                     | 145.1                     | 1٬913٫7                   |
| المصدر: NOAA (1961-1990)          |                           |                           |                           |                           |                           |                           |                           |                           |                           |                           |                           |                           |                           |

## توأمة
لأويتا (أويتا) اتفاقيات توأمة مع كل من:
- أتامي
- غوانزو
- ووهان
- أوستن
- أفيرو
- أوبيهيرو

## أعلام
- هيروشي كييوتاكه
- أتسوهيرو ميورا